# Sakura no sono (film, 1990)
Pour plus de détails, voir Fiche technique et Distribution.
Sakura no sono (櫻の園) est un film japonais réalisé par Shun Nakahara, sorti en 1990. Il s'agit d'une adaptation du manga du même nom. Le film a fait l'objet d'un remake portant le même nom réalisé en 2008 par le même réalisateur.

## Synopsis
Le club de théâtre d'un lycée privée pour filles décide de monter La Cerisaie d'Anton Tchekhov.

## Fiche technique
- Titre : Sakura no sono (櫻の園?)
- Réalisation : Shun Nakahara
- Scénario : Hiroaki Jinno d'après le manga du même nom d'Akimi Yoshida
- Photographie : Jun'ichi Fujisawa
- Montage : Isao Tomita
- Production : Yutaka Okada et Kōsaburō Sasaoka
- Société de production : New Century Producers et Suntory
- Pays :  Japon
- Genre : Drame
- Durée : 96 minutes
- Dates de sortie : 
  -  Japon : 3 novembre 1990

## Distribution
- Hiroko Nakajima : Yuko Shimizu
- Miho Tsumiki : Noriko Sugiyama
- Yasuyo Shirashima : Chiyoko Kurata
- Miho Miyazawa : Kaori Jomaru
- Chigusa Abe : Arimi Tashiro
- Junko Asanuma : Kanako Onishi
- Rika Furukawa : Keiko Matsumoto
- Yumi Goto : Reiko Toda
- Megumi Iseri : Kimiko Kawai
- Aki Kajiwara : Maki Kubota
- Miki Kongoji : Shimako Inoue
- Shoko Maruyama : Tamaki Nakamura
- Yuichi Mikami : Yusuke Shimada
- Yuki Minowa : Mayumi Omachi
- Mitae Nagata : Chiaki Fujishiro
- Hiroshi Nanbara : M. Nakamura
- Yukie Nishimura : Kazuko Mishima
- Makoto Ohara : Rumiko Sano
- Mai Okamoto : Mlle. Satomi
- Yūki Satō : Mariko Takada
- Miki Shiraishi : Kazuyo Hirai
- Chieko Shiratori : Kumi Takano
- Kayo Sugawara : Atsuko Nakano
- Yukari Tachibana : Ayako Nakano
- Kōichi Ueda : Sakaguchi
- Sumiyo Yamada : Sayuri Horiguchi
- Ryōka Yuzuki : Shiomi Kanagawa

## Distinctions
Le film a été nommé pour cinq Japan Academy Prizes et a reçu celui du meilleur espoir pour Hiroko Nakajima.